# 多角海螄螺
多角海螄螺（学名：Epitonium octagonum）为海螄螺科海螄螺屬下的一个种。